# Jip Janssen
Jip Janssen né le 14 octobre 1997 à Naarden, est un joueur de hockey sur gazon néerlandais. Il évolue au poste de défenseur au SV Kampong et avec l'équipe nationale néerlandaise,.

## Carrière

### Championnat d'Europe
- : 2021
- : 2019[4],[5]

## Jeux olympiques
- Top 8 : 2020